# Kriget mellan Uganda och Tanzania
Kriget mellan Uganda och Tanzania, i Uganda vanligtvis kallat Frihetskriget, utspelades mellan Uganda och Tanzania mellan 1978 och 1979 och ledde till att Idi Amins regim störtades. Hans trupper inkluderade tusentals trupper som sändes av Muammar al-Gaddafi från Libyen. Bakgrunden till kriget var att relationerna mellan Tanzania och Uganda under flera år hade varit ansträngda. Julius Nyerere erbjöd fristad åt den av Idi Amin störtade presidenten Milton Obote som tog med sig 20 000 flyktingar. Ett år senare försökte en grupp i exil i Tanzania utan framgång att invadera Uganda och störta Amin, vilket han beskyllde Nyerere för.
Efter att ett ugandiskt uppror spred sig in i Tanzania, där grupperna i exil stred mot Amin, förklarade han krig mot Tanzania, och sände trupper för att invadera och annektera delar av Kagera i Tanzania, som han menade tillhörde Uganda.

## Kriget
Nyerere mobiliserade Tanzania People's Defence Force och attackerade tillbaka. Efter några få veckor hade den tanzaniska armén utökats från mindre än 40 000 trupper till över 100 000, däribland medlemmar från polisen, fångvårdare, totalförsvarsplikten och milisen. Utöver detta stred den nybildade Uganda National Liberation Army (UNLA) mot Uganda med Tanzania. Tanzania började beskjuta Uganda med en katiusja-raketkastare. Ugandiska armén tog reträtt. Libyens Muammar al-Gaddafi sände 2 500 trupper till Amins hjälp. Libyerna fann dock sig själva vid stridens frontlinje, medan ugandiska arméenheter använde förnödenhetslastbilar för att bära sina nyförvärvade plundrade förmögenheter i motsatt riktning.
Efter striden vid Lukuya där cirka 200 libyer och 200 allierade ugandier dog mötte de tanzaniska och UNLA-styrkorna lite motstånd. Man tog över Kampala den 10 april 1979. De mötte då lite motstånd, och Pollack säger att tanzaniernas största problem var deras brist på kartor över staden. Amin flydde, och hamnade i Saudiarabien. De libyska trupperna flydde. Tanzanierna stannade i Uganda för att bibehålla fred, medan UNLA:s politiska gren UNLF organiserade val.